# مامبرة كاديي
مامبرة كاديي (بالفرنسية: Mambéré-Kadéï)‏ هي محافظة تقع في جمهورية أفريقيا الوسطى.[بحاجة لمصدر] يقدر عدد سكانها بـ 364,795 نسمة ومساحتها 30,203 كم2 .